# Canthon formosus
Canthon formosus är en skalbaggsart som beskrevs av Edgar von Harold 1868. Canthon formosus ingår i släktet Canthon och familjen bladhorningar. Inga underarter finns listade.